# Carlos Ibáñez de Ibero
Carlos Ibáñez e Ibáñez de Ibero (Barcelona, 14 de abril de 1825-Niza, 28 de enero de 1891), primer marqués de Mulhacén, fue un general de división y geodesta español. Representó a España en la Conferencia de la Convención del Metro de 1875 y fue el primer presidente del Comité Internacional de Pesos y Medidas. Como geodesta precursor y presidente de la Asociación Geodésica Internacional, desempeñó un papel destacado en la difusión mundial del sistema métrico. Sus actividades dieron como resultado la distribución de un prototipo de platino e iridio del metro a todos los Estados participantes de la Convención del Metro durante la primera reunión de la Conferencia General de Pesas y Medidas en 1889. Estos prototipos definieron el metro hasta 1960.

## Biografía
Nacido en Barcelona el 14 de abril de 1825, era hijo de Martín Ibáñez y de María del Carmen Ibáñez de Ibero. Ingresó en la Academia de Ingenieros del Ejército el 10 de septiembre de 1839, en Guadalajara. Se casó en 1861 con la francesa Juana Baboulène Thénié, en la iglesia de San Sebastián, y en 1878 con la suiza Cecilia Grandchamp y Rosseten, en la iglesia de San José.

### Carrera militar
Obtuvo el grado de subteniente en 1841 y el de teniente en 1843. Ascendió al grado de capitán el 13 de mayo de 1844 por su participación en los sucesos del levantamiento de Espartero y a segundo comandante en abril de 1848 por el apoyo que dio al general Narváez durante el movimiento del 7 de mayo de este mismo año y su represión, por lo que se le concedió Cruz de San Fernando. En este mismo año de 1848 ascendió a teniente coronel.

### Carrera científica
En 1851 fue destinado a formar parte de un equipo a efectos de llevar a cabo varios estudios de ingeniería militar, origen de la publicación del libro «Manual del Pontonero». Pocos años después, en 1854, se le nombró miembro de la «Comisión del Mapa de España» en la que sobresalió de tal manera que ascendió a coronel de Ingenieros y a teniente coronel de Infantería. Obtuvo el grado de primer comandante de Ingenieros en 1857 y en 1858, como miembro de la «Junta Directiva de la Carta Geográfica», dirigió junto a Quiroga, Saavedra y Monet, la medición de la «base de Madridejos». Cuando desapareció la Comisión del Mapa de España en 1859, se le destinó a la «Comisión General de Estadística».
En 1870 fue nombrado subdirector de trabajos geodésicos de la Dirección general de Estadística. Fue académico y vicepresidente de la Real Academia de Ciencias Exactas, Físicas y Naturales. Fue el enviado español, designado además presidente, en 1870, en la Comisión internacional convocada para determinar el metro y el kilogramo internacionales, que culminaría con la conferencia celebrada en el pabellón de Breteuil en 1875.
Fue el primer presidente del Comité Internacional de Pesos y Medidas, de 1875 a 1891 y también del Instituto Geográfico Nacional de España, creado en 1870, cargo que desempeñó durante diecinueve años, hasta el 20 de diciembre de 1889, día en que presentó su dimisión por motivos de salud, si bien parece ser que un motivo fundamental de esta dimisión fue el que no quería aceptar que se le hiciese un control económico sobre el presupuesto del Instituto, cosa, por otro lado, común a los organismos oficiales, control que imponía por vez primera el ministro de Fomento, José María Álvarez de Toledo y Acuña, conde de Xiquena.

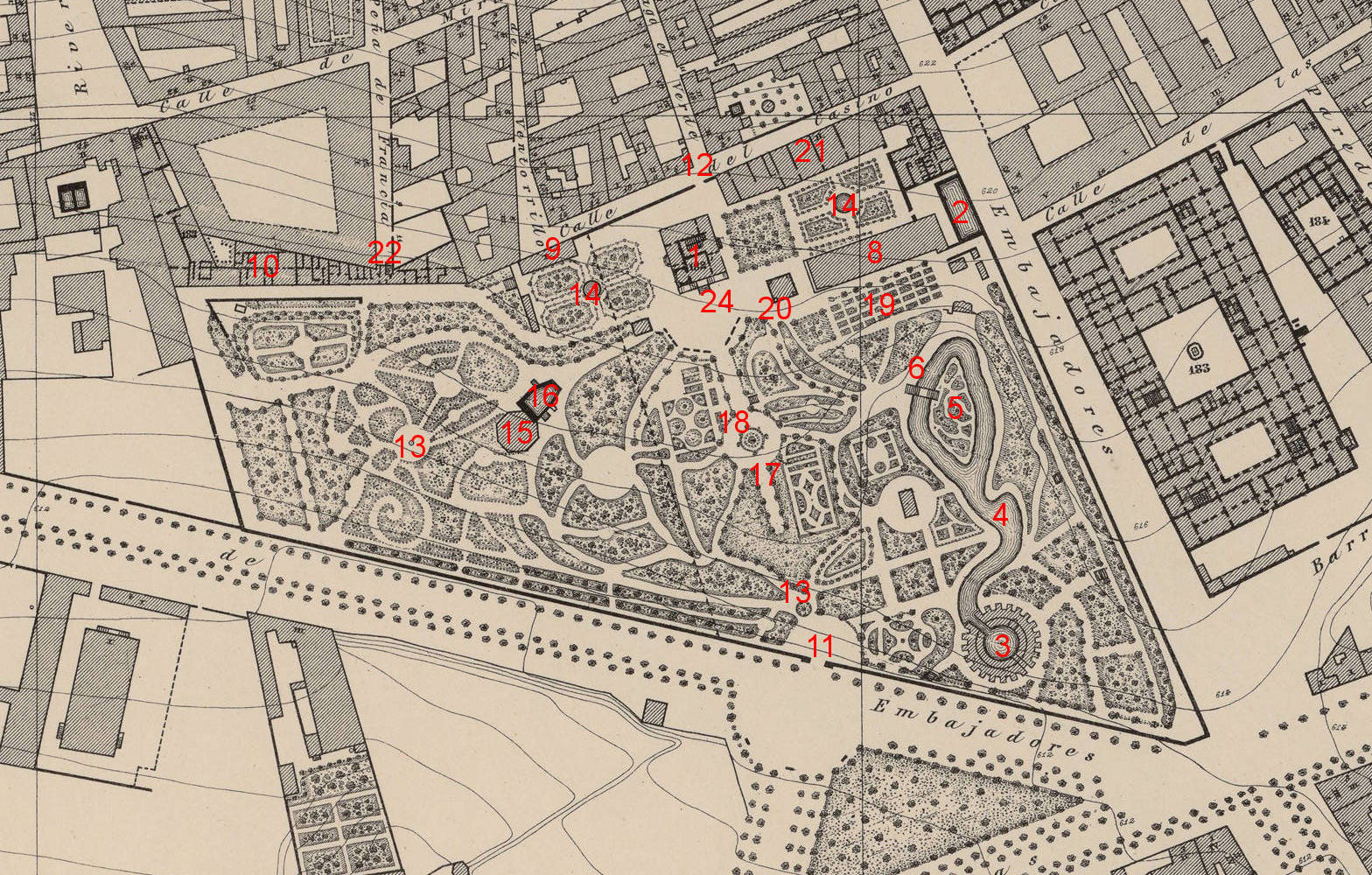
Detalle del plano parcelario de Madrid de Carlos Ibáñez de Ibero

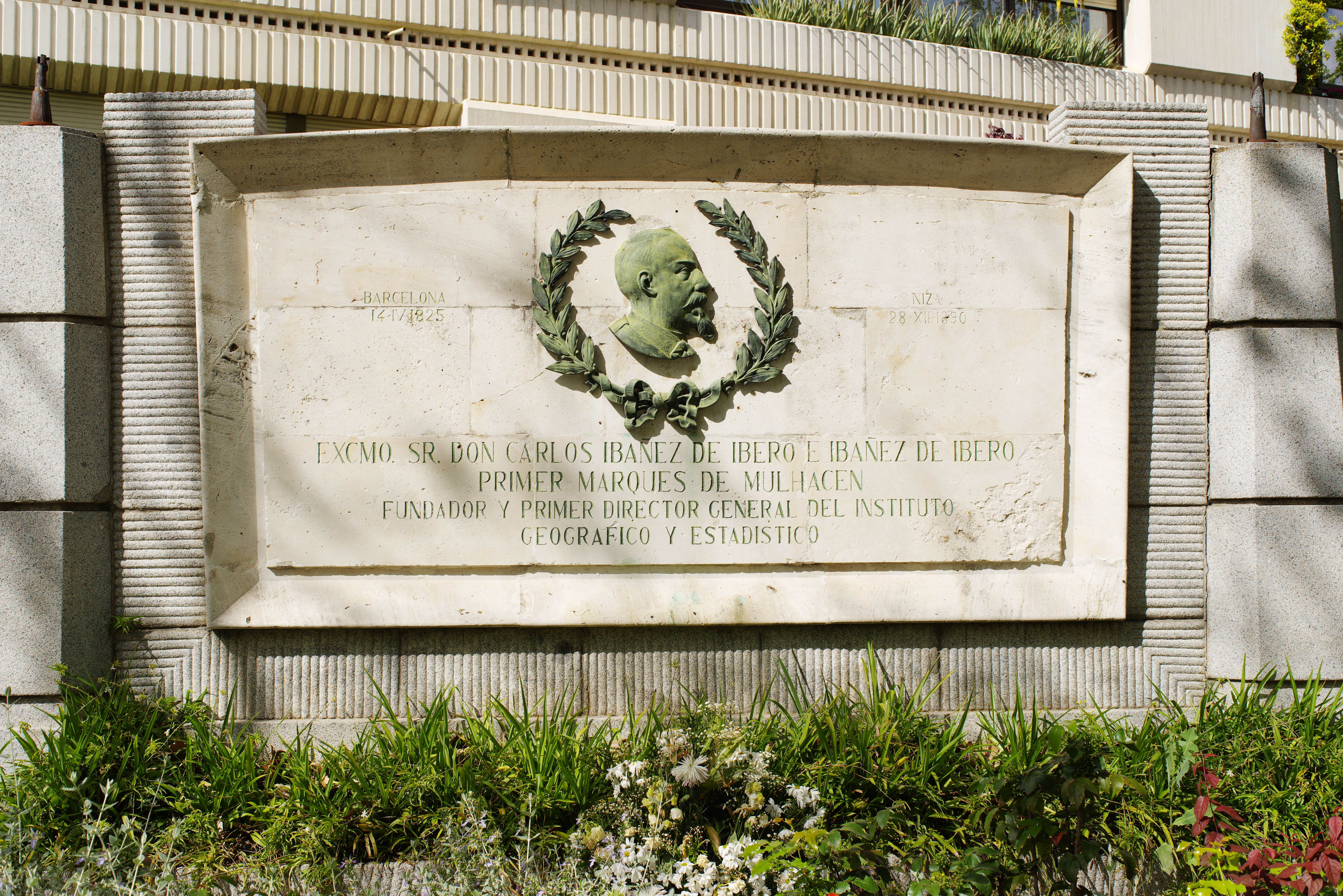
Monumento conmemorativo de Carlos Ibáñez de Ibero, Calle General Ibáñez Ibero/Calle San Francisco de Sales, Madrid.

Escribió obras como Manual del Pontonero, Experiencias hechas con el aparato de medir bases perteneciente a la comisión del mapa de España (1859), Estudios sobre nivelación geodésica (1864) o Base central de la triangulación geodésica de España (1865). Una de las obras principales del Instituto fue la elaboración y publicación de un mapa topográfico de España en escala 1:50.000. Otros trabajos realizados bajo la dirección del general Ibáñez fueron los Resultados generales del censo de la población verificado en 1877, el Censo de la población de España en 1877, el Movimiento de la población en el decenio de 1861 a 1870 y un Nomenclator general.
Fue inventor del conocido como «aparato Ibáñez», destinado a medir la base de triangulación geodésica. Dirigió la medición de la base central de la triangulación geodésica de España, iniciada en la localidad de Madridejos, provincia de Toledo, en 1858. A él se debe, en palabras de Fernando Chueca Goitia, «el más hermoso plano parcelario de Madrid del año 1870».
Causó baja en el Cuerpo de Ingenieros el 10 de noviembre de 1871 y pasó al de Estado Mayor; y en ese mismo año, el rey Amadeo I le ascendió a brigadier. En 1871 publicó el trabajo «Descripción Geodésica de las Baleares». Alfonso XII le ascendió a mariscal de campo en 1877, cuya denominación cambió en 1889 por la de general de división. En este último año, la reina regente le otorgó el título de marqués de Mulhacén en recompensa por sus trabajos científicos, en especial por el enlace geodésico con Argelia (1879). Al final de la calle, en la esquina con San Francisco de Sales se halla otro monumento conmemorativo en recuerdo de Ibáñez de Ibero, inaugurado en 1957, obra del escultor Navas y del arquitecto Fuentes.
Falleció el 28 de enero de 1891 en la ciudad francesa de Niza.